# Callidulidae
Callidulidae, là một họ duy nhất trong liên họ Calliduloidea, hay còn gọi là họ bướm Cựu thế giới, gồm 8 chi. Chúng có sự phân bố đặc biệt, chỉ ở vùng nhiệt đới của Cựu thế giới từ Đông Nam Á đến Úc và Madagascar. Ba phân họ bao gồm các loài thường bay vào ban ngày và ban đêm.
Phân họ chủ yếu bay vào ban ngày, Callidulinae, có thể được phân biệt bởi tư thế nghỉ ngơi của chúng, rất giống với bướm ngày, có đôi cánh xếp chặt vào lưng. Hai phân họ còn lại thường bay vào ban đêm nhiều hơn là Pterothysaninae và Griveaudiinae có tư thể nghỉ khác nhau ở con trưởng thành và mãi cho đến gần đây chúng mới được xếp vào họ Callidulidae.